# Beard Peak
Il Beard Peak è un picco roccioso antartico alto 2360 m, situato 7 km a sud della punta orientale del Monte Mooney, lungo il bordo settentrionale delle La Gorce Mountains, catena montuosa che fa parte dei Monti della Regina Maud, in Antartide.

## Storia
Fu mappato dall'United States Geological Survey sulla base di ispezioni condotte in loco e di foto aeree scattate dalla U.S. Navy nel periodo 1960-63.
La denominazione fu assegnata dall'Advisory Committee on Antarctic Names (US-ACAN) in onore di Philip H. Beard, fotografo della squadriglia VX-6 dell'U.S. Navy durante l'Operazione Deep Freeze del 1966 e 1967.